# Michal Zajkowski
Michal Zajkowski, właśc. Michał Zajkowski (ur. 11 lipca 1983 w Łodzi) – szwedzki hokeista pochodzenia polskiego.

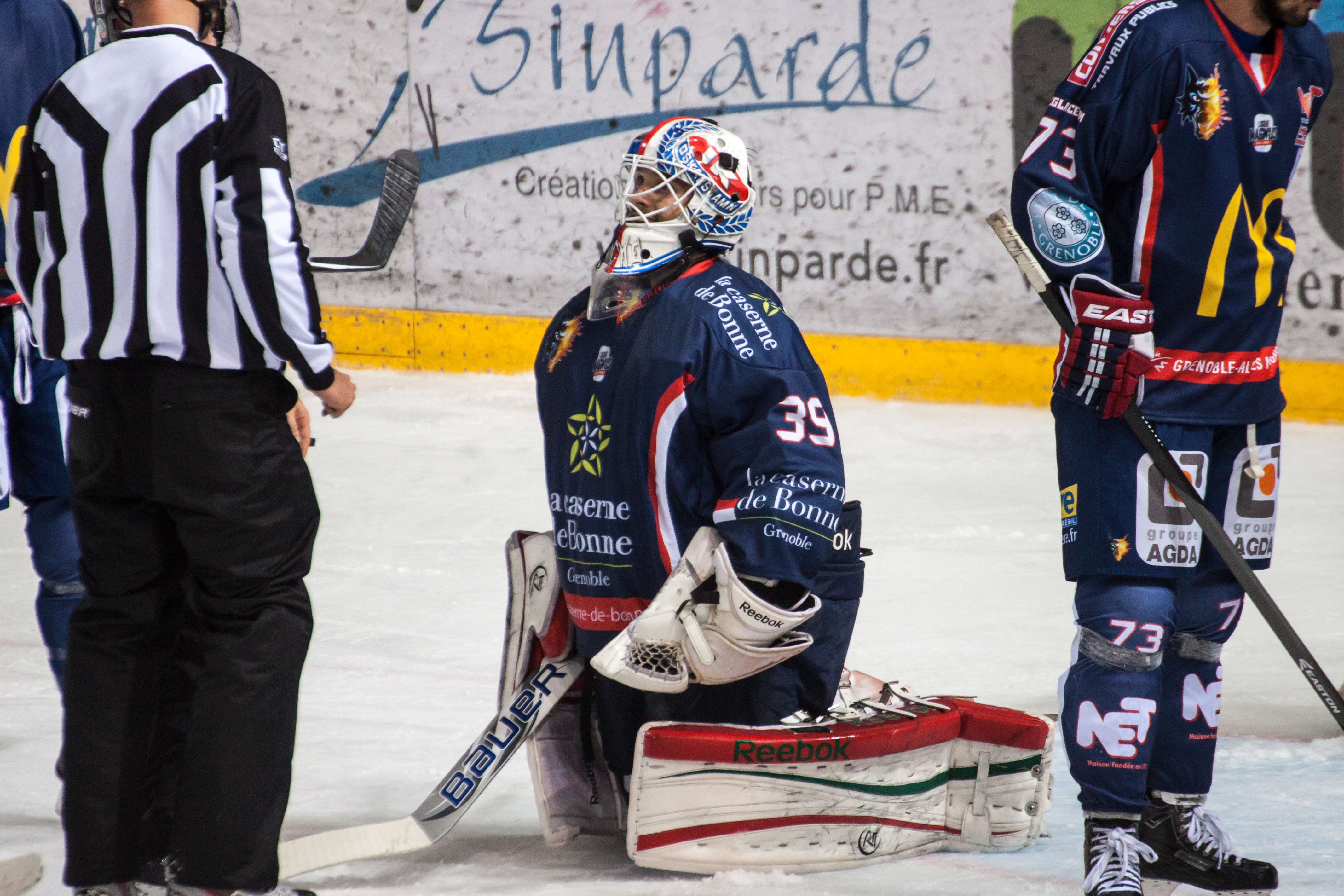
Michal Zajkowski w barwach Grenoble (2014)

## Kariera
- MODO J18 (1999-2001)
- MODO J20 (2001-2002)
- MODO J18 (2001-2002)
- MODO (2002)
- Örnsköldsviks SK (2002-2003)
- Piteå HC (2003-2004)
- MODO J18 (2004-2006)
- MODO (2004-2010)
  -  IF Sundsvall Hockey (2007)
  -  IF Björklöven (2009)
  -  IF Sundsvall Hockey (2009-2010)
- Örebro HK (2010-2011)
- Tingsryds AIF (2011-2013)
- IK Oskarshamn (2013-2014)
- Brûleurs de Loups de Grenoble (2014-2015)
- Lillehammer IK (2015-2016)
- Braehead Clan (2016-2017)
- Örnsköldsvik HF (2017-2018)
  -  MODO (2017)
- Svedjeholmens IF (2019-2020)

Urodził się w Polsce. W wieku sześciu lat wyjechał do Szwecji (wcześniej jako pierwsza do tego kraju wyjechała jego babcia) i wychowywał się w mieście Örnsköldsvik. Po roku, w wieku 7 lat rozpoczął naukę hokeja na lodzie w tamtejszym klubie MODO. W latach 2002–2010 był zawodnikiem seniorskiego zespołu (głównie rezerwowym). W sezonie 2006/2007 zdobył z drużyną mistrzostwo Szwecji. Od 2010 występuje w drugoligowych rozgrywkach Allsvenskan. W czerwcu 2013 podpisał roczny kontrakt z IK Oskarshamn. Odszedł z klubu w 2014. Od przełomu sierpnia / września 2014 zawodnik Brûleurs de Loups z Grenoble w rozgrywkach Ligue Magnus. Od kwietnia 2015 zawodnik norweskiego klubu Lillehammer IK. Od 2016 zawodnik szkockiej drużyny Braehead Clan w brytyjskich rozgrywkach EIHL. Od maja 2017 zawodnik Örnsköldsvik HF. Na początku grudnia 2017 został czasowo wypożyczony do MODO w terminie do 26 dnia tego miesiąca.
Grał w juniorskich reprezentacjach Szwecji. Brał udział na mistrzostwach świata do lat 18 w 2001 i na mistrzostwach świata do lat 20 w 2003. W 2006 był powołany na zgrupowanie seniorskiej reprezentacji Szwecji.
W trakcie kariery zyskał pseudonimy Zacke, Super-Zacke. Podczas meczów grał w masce bramkarskiej wykonanej przez Davida Gunnarssona, na której widniała postać Jokera.

## Sukcesy
Klubowe
- Srebrny medal mistrzostw Szwecji juniorów: 2000, 2001 z MODO J18
- Złoty medal mistrzostw Szwecji: 2007 z MODO